# Strumigenys consanii
Strumigenys consanii är en myrart som beskrevs av Brown 1954. Strumigenys consanii ingår i släktet Strumigenys och familjen myror. Inga underarter finns listade i Catalogue of Life.

## Bildgalleri

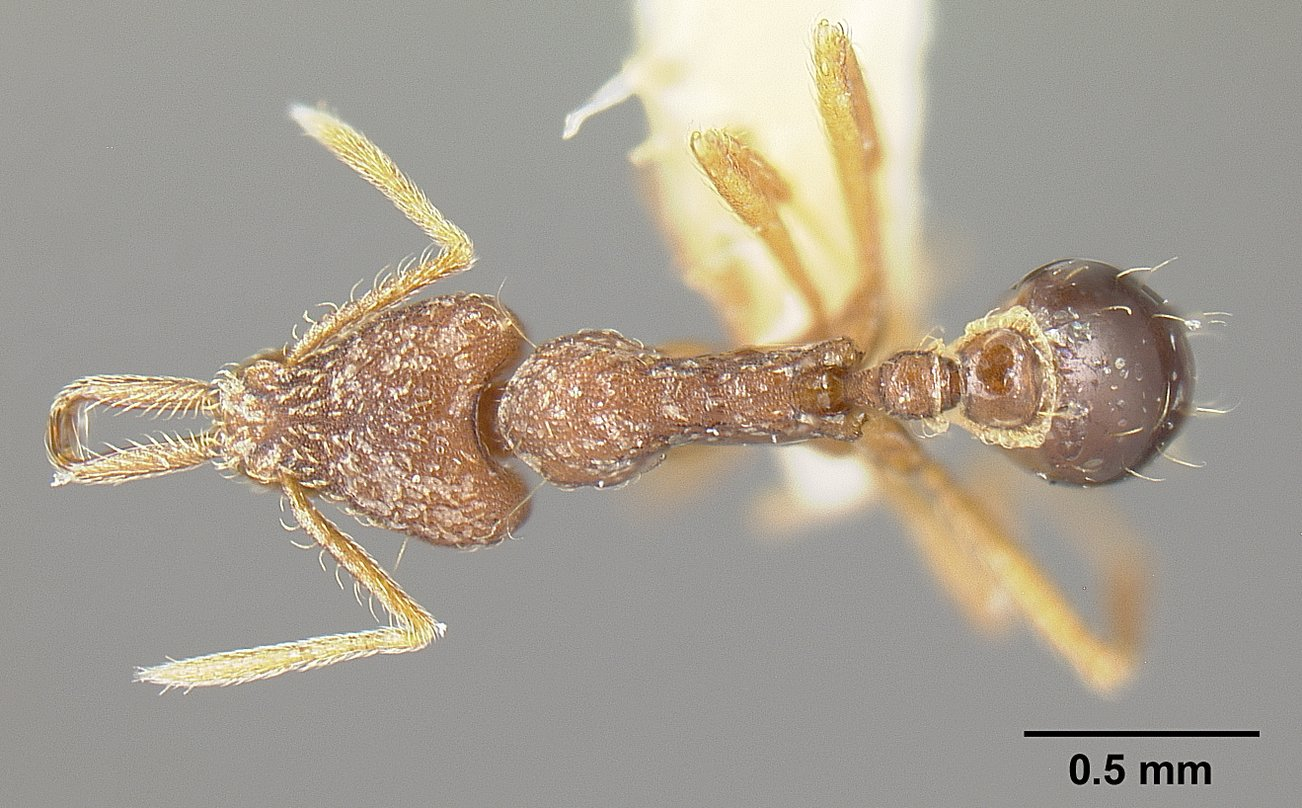
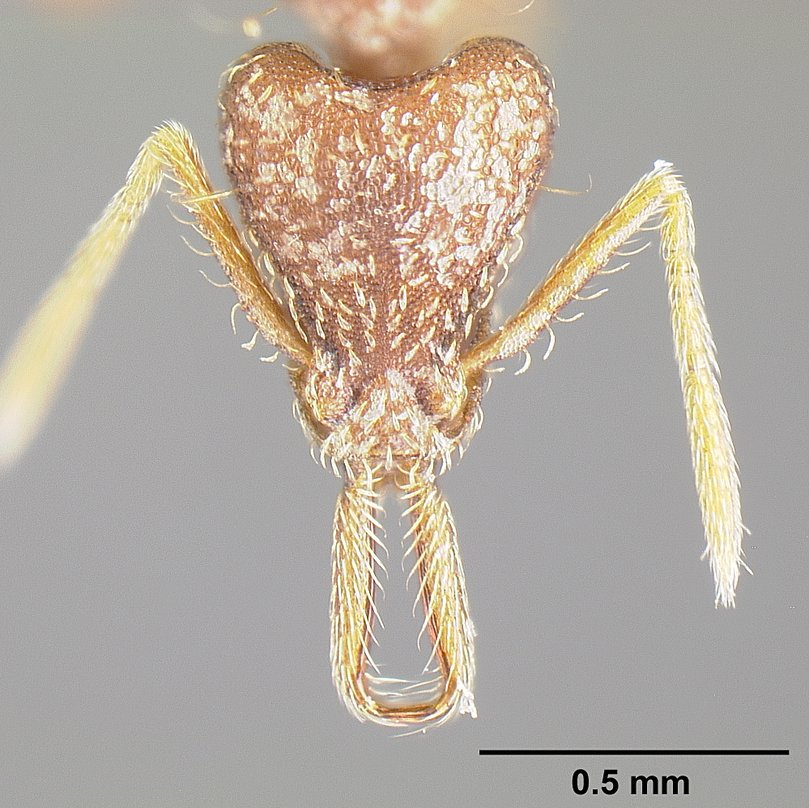
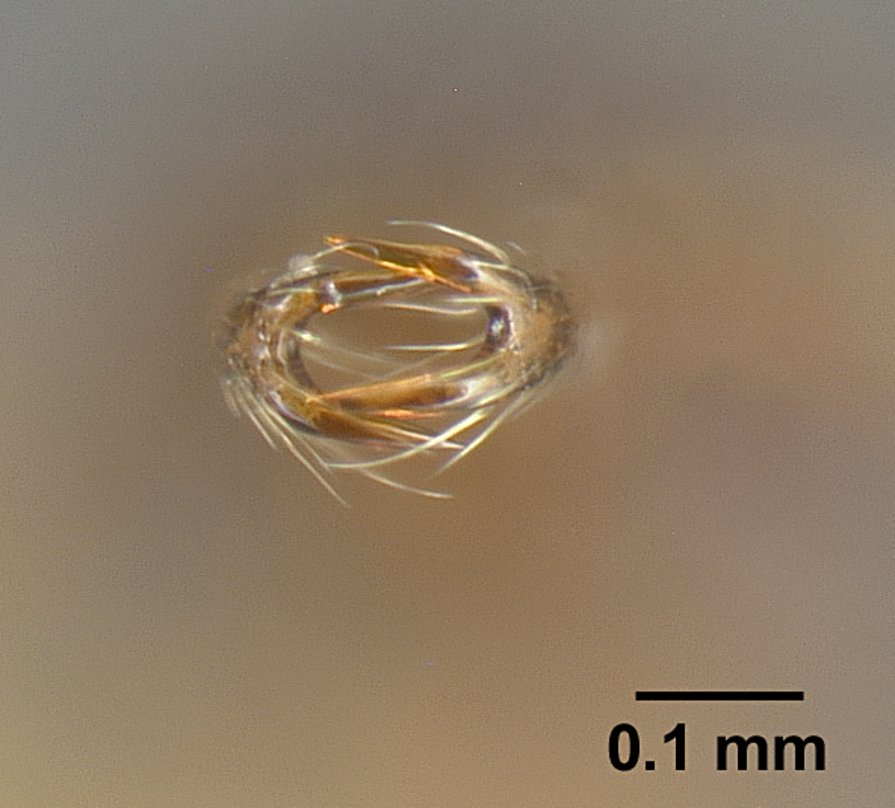
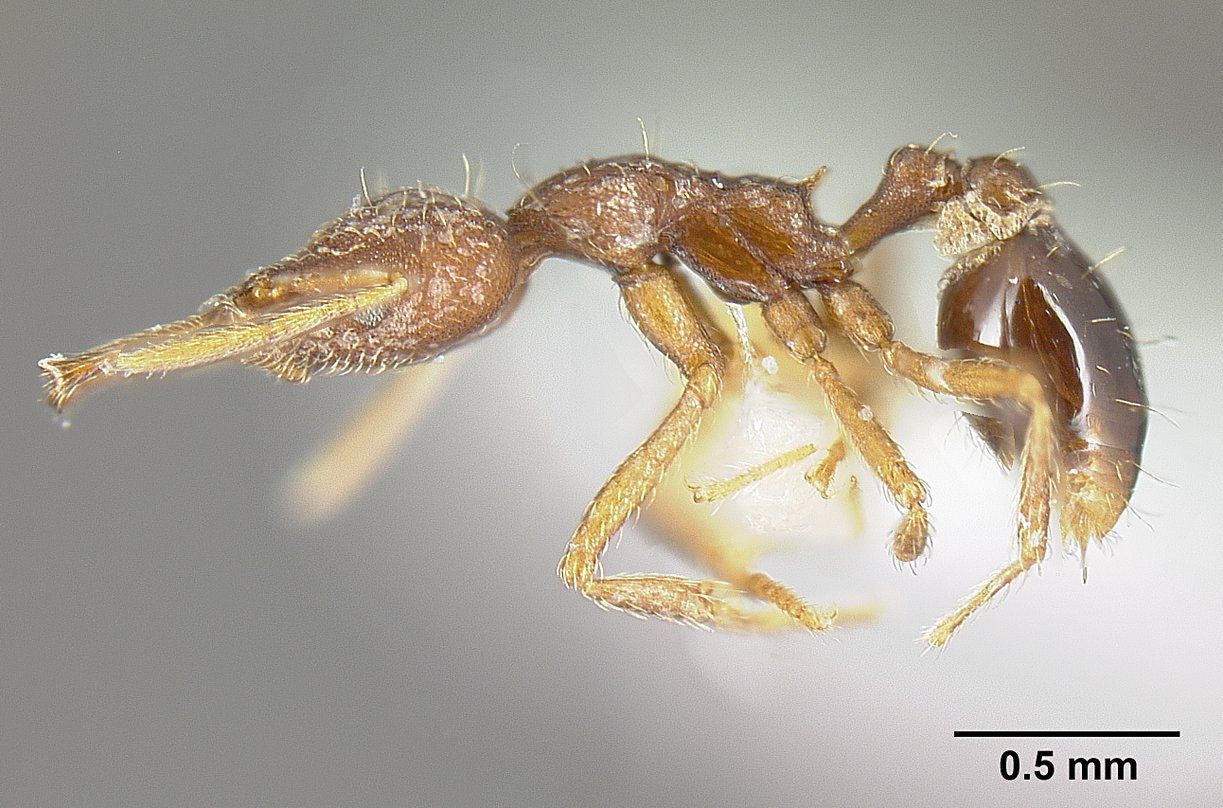